# Kharas
Kharas, en arabe : خاراس,  est une ville du gouvernorat de Hébron en Palestine, située à 12 km au nord-ouest de Hébron, au sud-ouest de la Cisjordanie.
Selon le recensement du bureau central palestinien des statistiques, la localité compte une population de 9 139 habitants en 2017.